# Görög Állam (1941–1944)
Görög állam ( görögül: Ελληνική Πολιτεία) amelyet Hellén Államnak is fordítanak) Görögország kollaboráns kormánya volt az ország tengelyhatalmak általi megszállása idején a második világháborúban.

## Létrehozás

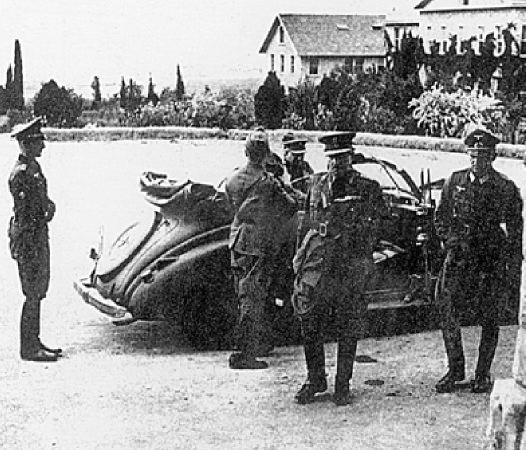
Georgios Tsolakoglou a Wehrmacht-tisztekkel megérkezik a szaloniki Anatolia College Macedonia termébe, hogy aláírja a feladást (1941. április)

Görögország bukása után Georgios Tsolakoglou tábornokot 1941. április 30-án nevezték ki az új görög kormány miniszterelnökévé. II. György király a törvényes görög kormánnyal elhagyta az országot. Az új rezsim kerülte a monarchia visszaállítását és a Görög Államot használta az ország hivatalos neveként. A rezsimnek hiányzott a pontos politikai definíciója, bár Tsolakoglou köztársasági tiszt a tengelyhatalmak megszállását a monarchia felszámolásának lehetőségének tekintette, és hivatalba lépésekor be is jelentette annak végét. A tengelyhatalmak szükségesnek tartották a helyi görög kormány meglétét, hogy megszállásuk legitimitásának látszatát megtartsák. Az ország infrastruktúráját tönkretette a háború. Nyersanyagokat és élelmiszereket rekviráltak, és a kormány kénytelen volt kifizetni a német és olasz megszállás költségeit, ami hatalmas inflációhoz vezetett, amit tovább súlyosbított egy "hadikölcsön", amelyet Görögország kénytelen volt a náci Németországnak nyújtani. A rekvirálások és Görögország szövetségesek általi blokádja a Nagy Éhínséget (görögül: Μεγάλος Λιμός) eredményezték 1941–42 telén, amely becslések szerint 300 000 görög ember halálát okozta.

### Kormányzat és a politika
A rezsimet először Georgios Tsolakoglou tábornok vezette, aki aláírta a görög hadsereg feltétel nélküli átadását a németeknek. Egy évvel később azonban menesztették, és Konstantinos Logothetopoulos váltotta fel, akit pedig 1943-ban menesztettek. A Görög Állam utolsó miniszterelnöke Ioannis Rallis volt, aki a kollaboráns rendszert annak 1944-es felbomlásáig vezette. Georgios Bakos, a görög hadsereg vezérőrnagya, valamint honvédelmi miniszter volt. Ezt a pozíciót Rallis korában is betöltötte. A Görög Államot széles körben bábállamnak tekintették és népszerűtlen volt a görög nép körében.

### Adminisztratív körzetek
Közigazgatásilag a Görög Állam több prefektúrára oszlott.

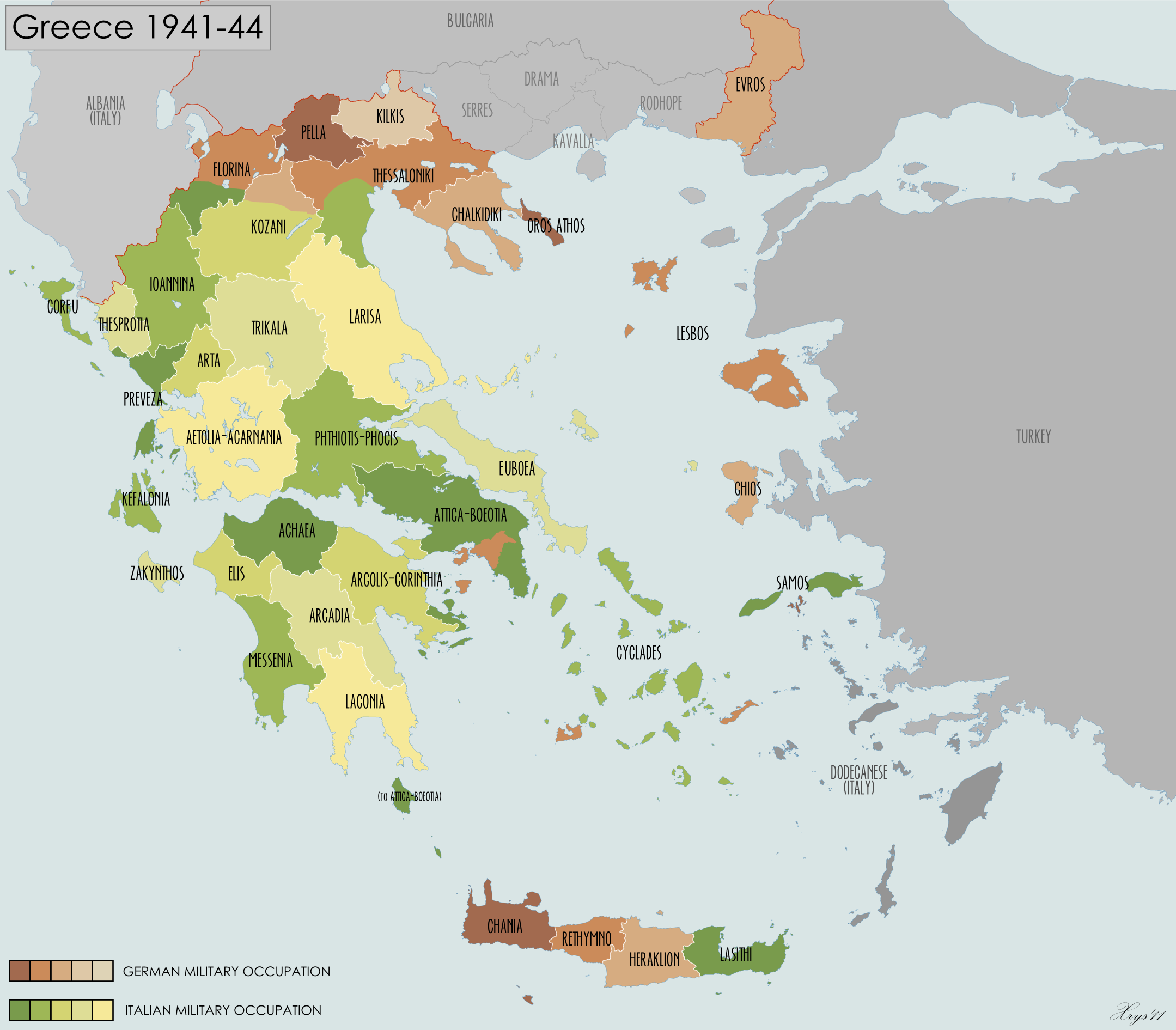
A Görög Állam körzetei

## Hanyatlás és bukás
A görög államnak nem volt megfelelő infrastruktúrája és mozgástere a megszállási időszak nagyobb nehézségeivel való szembenézéshez. Tsolakoglou nagyobb politikai jogokat követelt kormányának, majd ezt követően lemondással fenyegetőzött. A németországi munkaszolgálat kihirdetése a görög állampolgárok számára széles körben népszerűtlennek bizonyult, és felgyorsította Tsolakoglou bukását; 1942. november 17-én menesztették, és helyettese, Konstantinos Logothetopoulos vette át a helyét. Az új kormány bejelentette, hogy 80 000 görög állampolgárt küldenek Németországba. Ez széles körű tüntetésekhez és sztrájkokhoz vezetett, és a döntést végül visszavonták. Logothetopoulost 1943. április 6-án menesztették. A Sotirios Gotzamanis pénzügyminisztert az olaszok akarata ellenére Ioannis Rallis royalista politikus váltotta fel. Rallis a németek Görögországból való kivonulásán túl a háború utáni politikai rend helyreállításán gondolkodott. Megijesztette a többnyire kommunisták uralma alatt álló görög ellenállás növekvése, ezért német jóváhagyást kapott a biztonsági zászlóaljak létrehozásához.

### Hadsereg
A Rallis vezette kollaboráns rezsim biztonsági zászlóaljakat hozott létre (katonákból álló egységeket) amelyek segítették a német hadsereget az ellenállás elleni harcban. Arról voltak ismertek, hogy atrocitásokat követtek el a polgári lakosság ellen. A honvédelmi miniszteri tisztséget Bakos Georgios töltötte be.

### Száműzetés és tárgyalás
1944 szeptemberében, Görögország felszabadítása után Bécsben új kollaboráns kormányt hoztak létre, amelyet a korábbi miniszterek alkottak. Vezetője a korábbi miniszter, Ektor Cironikosz volt. A kollaboráns görög kormány a német erők kivonása és az ország 1944 októberi felszabadítása után megszűnt. Tsolakoglout, Rallist és Logothetopoulost  letartóztatták, valamint rajtuk kívül még több száz politikust és tisztet. A helyreállított kormány létrehozta az I Diki ton Dosilogon szervezetet, hogy elítélje a kollaboránsokat, 1945-ben Cironikost bíróság elé állították és halálra ítélték. 1945. május 10-én a szövetséges erők Bécsben letartóztatták, és Görögországba küldték, ahol bebörtönözték. A kormány végül nem teljesítette az ígéretét, vagyis hogy komoly erőfeszítéseket tesz a bűnösök megbüntetésére. Ez hozzájárult a politikai ellenségeskedés eszkalálásához Görögországban, ami viszont szerepet játszott a görög polgárháború kitörésében.

## Külső hivatkozások
- A német bankjegyek csak Görögországban forogtak a megszállás alatt (1941–1944)